# Universitat Johns Hopkins

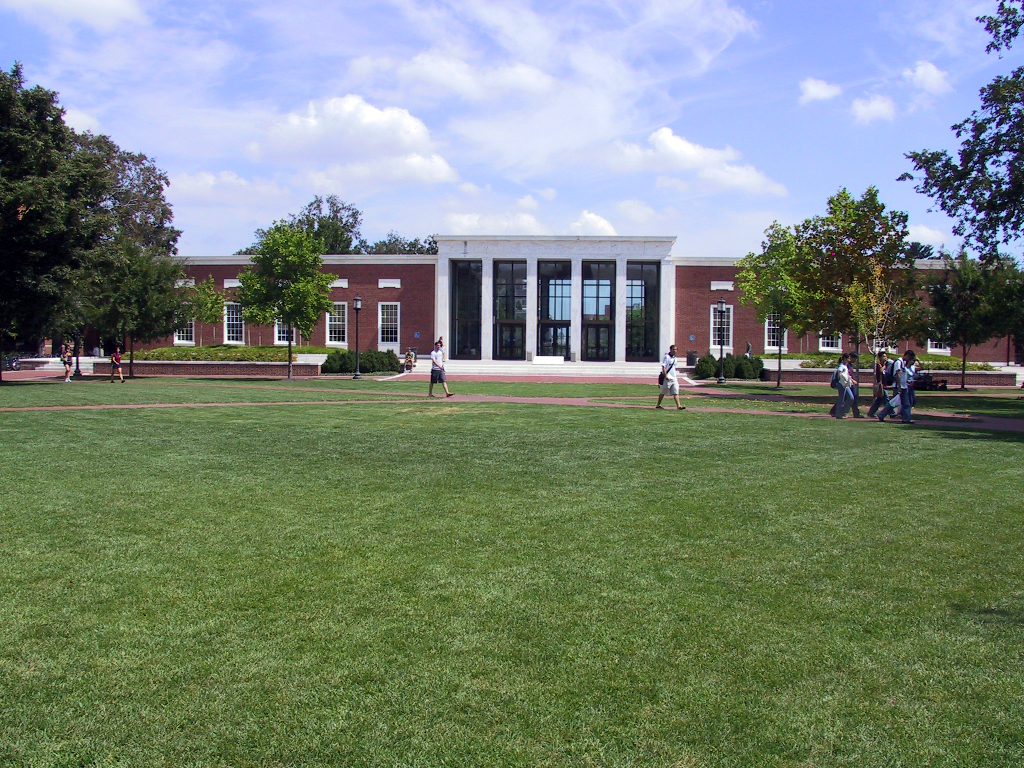
Biblioteca Milton S. Eisenhower, Universitat Johns Hopkins.

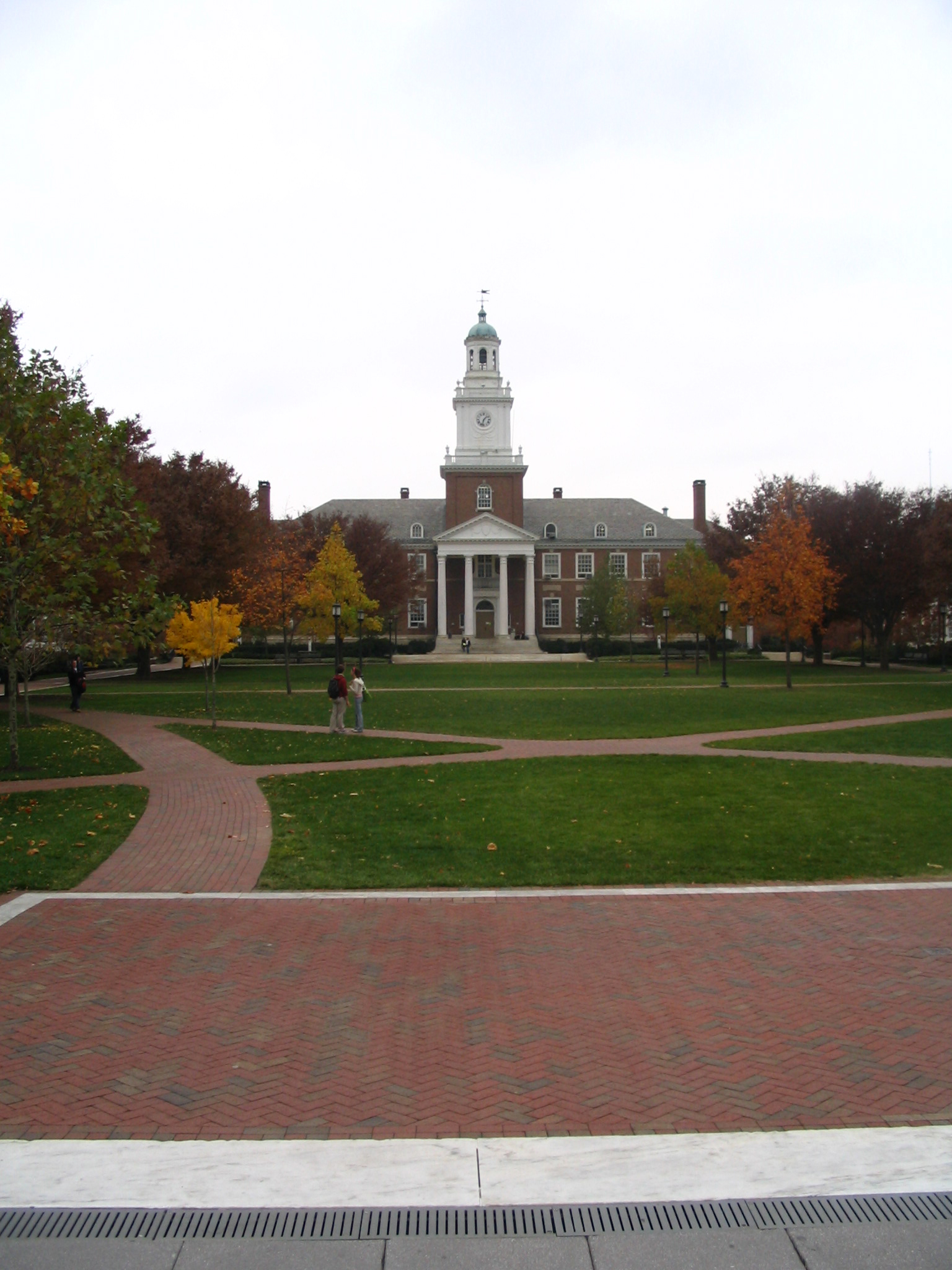
Gilman Hall, Universitat Johns Hopkins.

La Universitat Johns Hopkins (sovint abreujat com a Johns Hopkins, Hopkins o JHU) és una universitat privada situada a Baltimore, Maryland, Estats Units. Va ser fundada el 22 de febrer de 1876, sent la primera universitat dels Estats Units basada en el model d'institució de recerca europea. En el Rànquing de Xangai de 2021 estava classificada la 16a del mon i 13a del país.
La universitat va rebre el nom del seu primer benefactor, l'empresari nord-americà i filantrop quàquer Johns Hopkins. El llegat de 7 milions de dòlars de Hopkins per establir la universitat va ser el regal filantròpic més gran de la història dels Estats Units fins aquell moment. Daniel Coit Gilman, que va ser el primer president de Johns Hopkins el 22 de febrer de 1876, va portar la universitat a revolucionar l'educació superior als EUA integrant l'ensenyament i la recerca. El 1900, Johns Hopkins es va convertir en membre fundador de l'Associació Americana d'Universitats. La universitat ha liderat el rànquing de les universitats dels EUA en despeses anuals en recerca i desenvolupament durant més de quatre dècades consecutives (3.100 milions de dòlars a partir de l'any fiscal 2020).
Tot i que el seu campus principal és a Baltimore, Johns Hopkins també manté deu divisions en campus d'altres ubicacions de Maryland, com ara Laurel, Rockville, Columbia, Aberdeen, Califòrnia, Elkridge i Owings Mills. Les dues divisions de pregrau, l'Escola d'Arts i Ciències Zanvyl Krieger i l'Escola d'Enginyeria de Whiting es troben al campus de Homewood al barri de Charles Village de Baltimore. L'escola de medicina, l'escola d'infermeria, la Bloomberg School de Salut Pública i el Centre Infantil Johns Hopkins es troben al campus de les institucions mèdiques a East Baltimore. La universitat també consta de l'Institut Peabody, el Laboratori de Física Aplicada, l'Escola d'Estudis Internacionals Avançats Paul H. Nitze, l'Escola d'Educació, l'Escola de Negocis Carey i diverses altres instal·lacions. La universitat també té campus de postgrau a Itàlia, Xina i Washington, DC.
L'octubre de 2019, 39 premis Nobel i un medallista Fields procedien de la universitat i estaven entre els alumnes de la Johns Hopkins. Fundat el 1883, l'equip masculí de lacrosse dels Blue Jays ha aconseguit 44 títols nacionals i juga a la Big Ten Conference. Els altres equips esportius de la universitat competeixen a la divisió III de la NCAA com a membres de la Conferència del Centenari.

## Els orígens

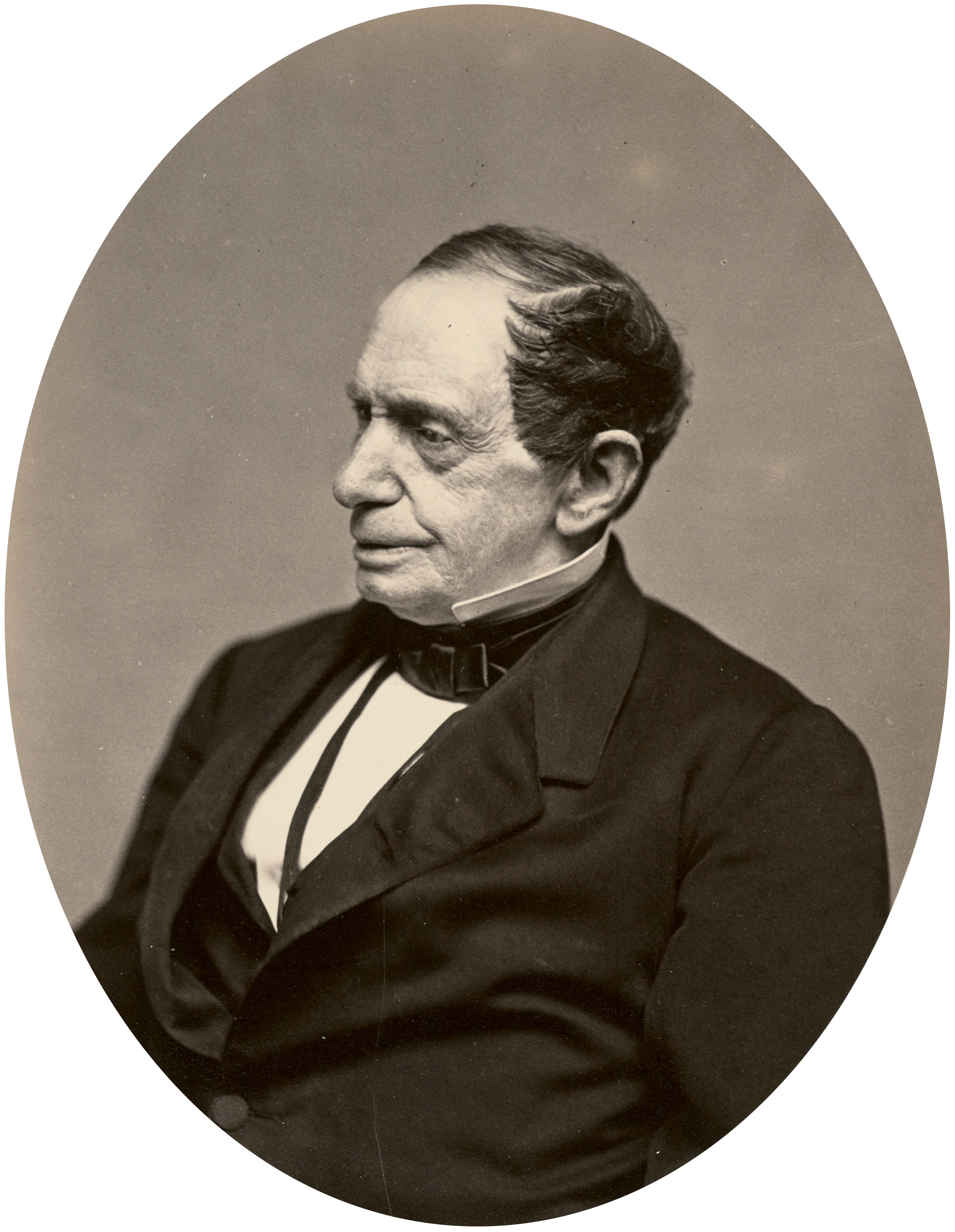
Johns Hopkins, homònim de la universitat, va ser el filàntrop la donació del qual va permetre, el 1873, establir la universitat, l'Hospital Johns Hopkins i l'Escola de Medicina de Johns Hopkins.

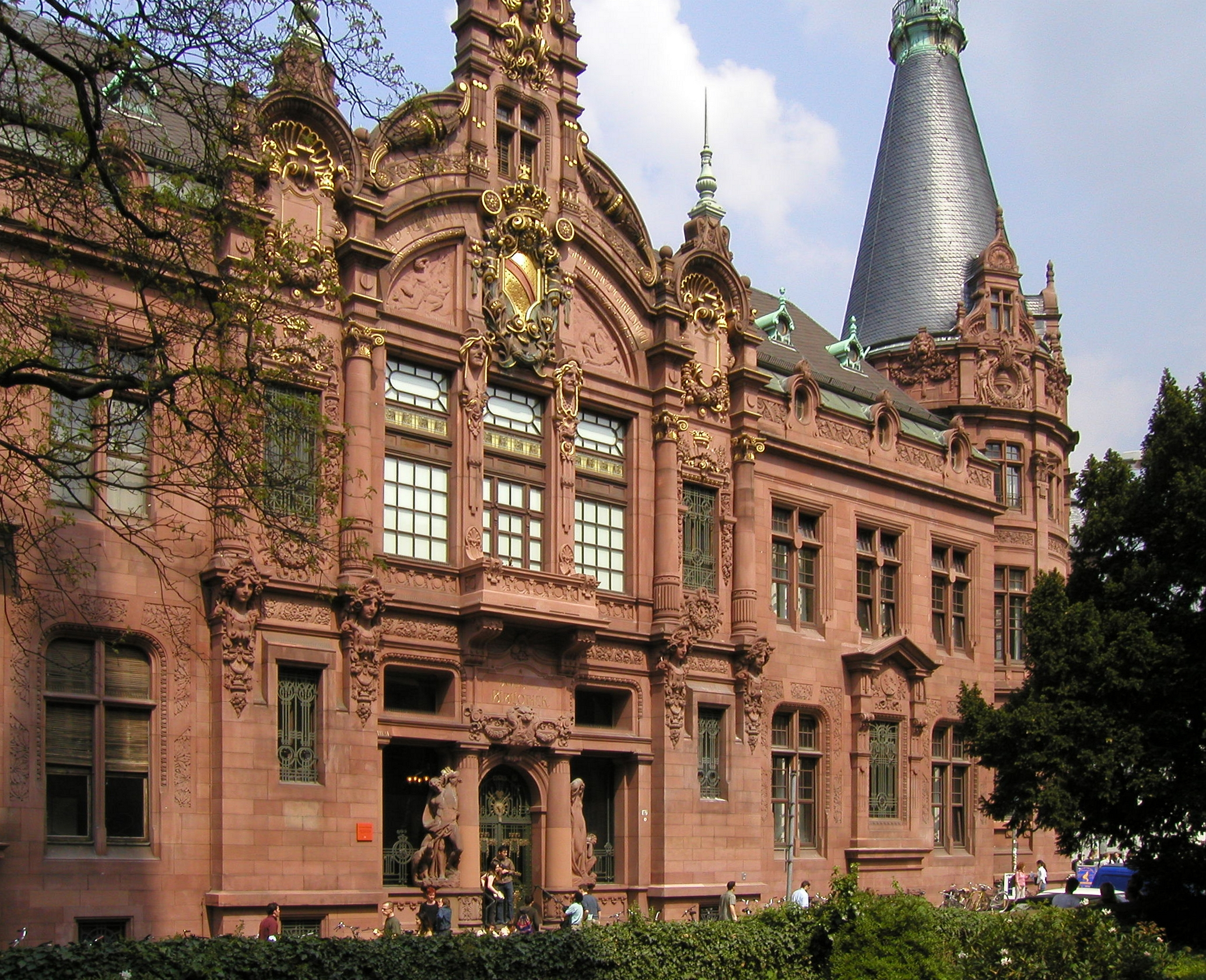
El model d'universitat de la Universitat de Heidelberg a Heidelberg, Alemanya, va ser replicat en la fundació de la Universitat Johns Hopkins.

A la seva mort el 1873, Johns Hopkins, un empresari quàquer i solter sense fills, va llegar 7 milions de dòlars (aproximadament 168.8 milions de dòlars actuals ajustats per la inflació dels preus al consumidor) per finançar un hospital i una universitat a Baltimore.
Aleshores, aquesta donació, generada principalment pel ferrocarril de Baltimore i Ohio, era el regal filantròpic més gran de la història dels Estats Units, i la dotació era aleshores la més gran d'Amèrica. Fins al 2020, es va suposar que Hopkins era un fervent abolicionista, fins que la investigació feta per l'escola sobre els seus registres del cens dels Estats Units va revelar que afirmava posseir almenys cinc esclaus domèstics als censos decennals de 1840 i 1850.
El primer nom del filantrop Johns Hopkins prové del cognom de la seva besàvia, Margaret Johns, que es va casar amb Gerard Hopkins. Van anomenar el seu fill Johns Hopkins, que va anomenar el seu propi fill Samuel Hopkins. Samuel va nomenar un dels seus fills pel seu pare, i aquest fill es va convertir en el benefactor de la universitat. Milton Eisenhower, un antic rector de la universitat, va parlar una vegada en una convenció a Pittsburgh on el mestre de cerimònies el va presentar com el "president de John Hopkins". Eisenhower va replicar que estava "alegrat d'estar aquí a Pitt Burgh".
La junta original va optar per un model universitari totalment nou i dedicat al descobriment del coneixement a un nivell avançat, ampliant el que es considerava millor en aquell moment, que era el de l'Alemanya contemporània. A partir del model humboldtià d'educació superior, el model d'educació alemany de Wilhelm von Humboldt, estava centrat en la recerca. Va ser especialment la Universitat de Heidelberg sobre la qual la nova institució va intentar modelar-se. Johns Hopkins es va convertir així en el model de la universitat de recerca moderna als Estats Units. El seu èxit finalment va canviar l'educació superior als Estats Units d'un enfocament en l'ensenyament del coneixement revelat i/o aplicat al descobriment científic de nous coneixements.

### Segle XIX

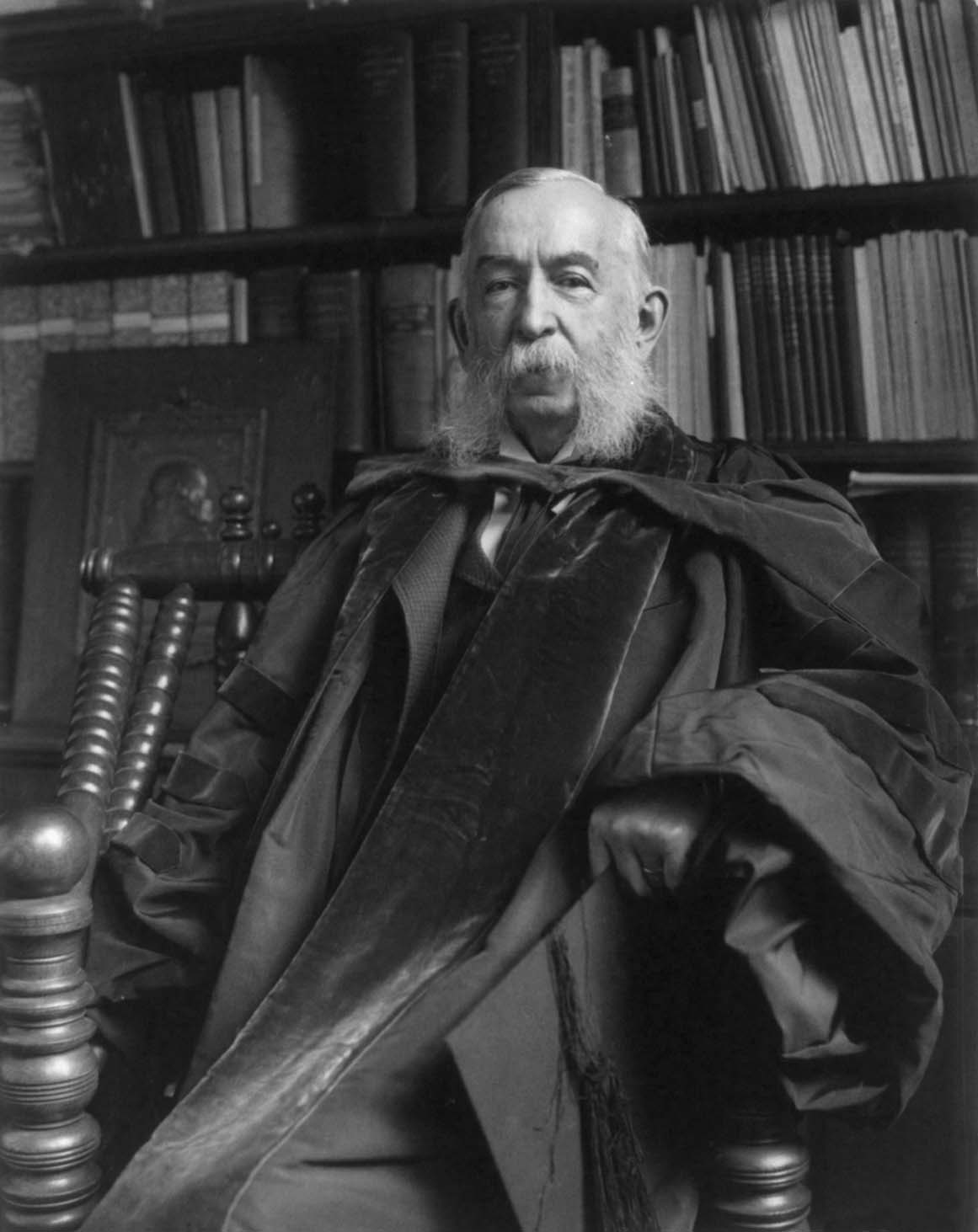
Daniel Coit Gilman, va ser el primer president de la Universitat Johns Hopkins

Els patrons van treballar al costat de quatre rectors d'universitats notables, Charles W. Eliot de la Universitat Harvard, Andrew D. White de la Universitat de Cornell, Noah Porter del Yale College i James B. Angell de la Universitat de Michigan. Tots ells van donar suport a Daniel Coit Gilman per dirigir la nova universitat i es va convertir en el primer president de la universitat. Gilman, un erudit format a Yale, havia estat president de la Universitat de Califòrnia, Berkeley abans d'aquest nomenament. En preparació per a la fundació de la universitat, Gilman va visitar la Universitat de Friburg i altres universitats alemanyes.
Gilman va llançar el que molts consideraven aleshores un experiment acadèmic audaç i sense precedents per combinar l'ensenyament i la recerca. Va rebutjar la idea que els dos s'exclouen mútuament: “Els millors professors solen ser aquells que són lliures, competents i disposats a fer recerques originals a la biblioteca i al laboratori”, va afirmar. Per implementar el seu pla, Gilman va reclutar investigadors coneguts internacionalment com el matemàtic James Joseph Sylvester; el biòleg H. Newell Martin; el físic Henry A. Rowland, el primer president de la American Physical Society, els estudiosos clàssics Basil Gildersleeve i Charles D. Morris; l'economista Richard T. Ely; i el químic Ira Remsen, que esdevingué el segon president de la universitat el 1901.
Gilman es va centrar en l'expansió de l'educació de postgrau i el suport a la investigació del professorat. La nova universitat va fusionar beques avançades amb escoles professionals com la medicina i l'enginyeria. Hopkins es va convertir en el pioner de tendències nacionals en programes de doctorat i l'amfitrió de nombroses revistes i associacions acadèmiques. La Johns Hopkins University Press, fundada el 1878, és l'editorial universitària nord-americana més antiga en funcionament continu.
Amb la finalització de l'Hospital Johns Hopkins el 1889 i l'escola de medicina el 1893, el mode d'instrucció centrat en la investigació de la universitat aviat va començar a atreure professors de renom mundial que es convertirien en figures importants en el camp emergent de la medicina acadèmica, com William Osler i William Halsted, Howard Kelly i William Welch. Els estudiants van venir d'arreu del món per estudiar a Johns Hopkins i van tornar al seu país d'origen per servir la seva nació, inclòs el doctor Harry Chung (n. 1872) que va exercir com a diplomàtic a la dinastia Manxú i primer secretari dels Estats Units. Durant aquest període Hopkins va fer més història en convertir-se en la primera escola de medicina a admetre dones en igualtat de condicions amb els homes i a requerir un títol de Batxillerat, basat en els esforços de Mary Garrett, que havia dotat l'escola a petició de Gilman. L' escola de medicina va ser la primera escola de medicina mixta d'Amèrica, i es va convertir en un prototip de medicina acadèmica que posava èmfasi en l'aprenentatge al costat del llit, els projectes de recerca i la formació de laboratori.
En el seu testament i en les seves instruccions als administradors de la universitat i de l'hospital, Hopkins va sol·licitar que ambdues institucions es construïssin sobre els amplis terrenys de la seva finca de Baltimore, Clifton. Quan Gilman va assumir la presidència, va decidir que el millor seria utilitzar la dotació de la universitat per reclutar professors i estudiants, decidint, com s'ha parafrasejat, "construir homes, no edificis". En el seu testament, Hopkins va estipular que cap part de la seva dotació s'havia d'utilitzar per a la construcció; només es podrien utilitzar els interessos per a aquesta finalitat. Malauradament, les accions de The Baltimore and Ohio Railroad, que haurien generat la major part de l'interès, van quedar pràcticament sense valor poc després de la mort d'Hopkins. Per tant, el primer edifici de la universitat va ser al centre de Baltimore, fet que va retardar els plans d'ubicar la universitat a Clifton.

## Programes Acadèmics

### Facultats
- Escola d'Arts i Ciències Zanvyl Krieger:

Localitzada al campus Homewood de la universitat, l'Escola Zanvyl Krieger és la institució central de la universitat i ofereix programes de grau i postgrau. amb més de 40 especialitats de llicenciatura i més de 40 programes de temps complet de postgrau.
- Escola d'Enginyeria Whiting: L'escola Whiting es localitza al campus principal i ofereix programes de grau i postgrau.
- Escola de Negocis Carey
- Escola d'Educació de la Universitat Johns Hopkins

L'escola Cary va ser fundada el 1909 com l'Escola d'Estudis Professionals en Negocis i Educació (SPSBE). El primer de gener de 2007, la SPSBE es va separar en dues escoles-la Escola de Negocis de Carey i l'Escola d'Educació de la Universitat Johns Hopkins.
- Escola de Medicina de la Universitat Johns Hopkins

L'escola de Medicina amb seu al campus mèdic de les institucions de la universitat a l'est de Baltimore amb el Hospital Johns Hopkins. L'escola de medicina és àmpliament reconeguda com una de les millors escoles i instituts de medicina i investigació biomèdica en el món.
- Escola d'Infermeria de la Universitat Johns Hopkins

L'escola d'Infermeria es localitza a l'est de Baltimore i està afiliada a l'Hospital Johns Hopkins i l'escola de Medicina.
- Escola Bloomberg de Salut Pública

L'Escola Bloomberg va ser fundada el 1916 per William H. Welch i John D. Rockefeller i nomenada Bloomberg gràcies a la generoses donacions del polític Michael Bloomberg estimades en 107 milions de dòlars. És la primera i més gran escola de salut pública en el món amb 530 professors de temps complet, 620 de mig temps i 2,030 estudiants de 84 països.
- School of Advanced International Studies Paul H. Nitze

L'Escola d'Estudis Internacionals Avançats Paul H. Nitze (SAIS) està localitzada a Washington, DC prop del Dupont Circle. L'escola es consagra als estudis internacionals, particularment relacions internacionals, diplomàcia, i economia. La SAIS té campus de temps complet a Bolonya (Itàlia) i Nanquín (Xina). Fundada el 1943, l'Escola es va annexar a la universitat el 1950. La SAIS va ser nomenada recentment en una enquesta com el millor programa de postgrau de relacions internacionals als EUA.

## Guanyadors del Premi Nobel relacionats amb la universitat
- Peter Agre - Química, 2003
- Christian B. Anfinsen - Química, 1972
- Richard Axel - Medicina, 2004
- Nicholas Murray Butler - Pau, 1931
- John Maxwell Coetzee - Literatura, 2003
- Joseph Erlanger - Medicina, 1944
- Andrew Fire - Medicina, 2006
- Robert Fogel - Economia, 1993
- James Franck - Física, 1925
- Herbert Spencer Gasser - Medicina, 1944
- Riccardo Giacconi - Física, 2002
- Maria Goeppert-Mayer - Física, 1963
- Paul Greengard - Medicina, 2000
- Haldan Keffer Hartline - Medicina, 1967
- Simon Kuznets - Economia, 1971
- David H. Hubel - Medicina, 1981
- Merton H. Miller - Economia, 1990
- George Hoyt Whipple - Medicina, 1934
- Thomas Hunt Morgan - Medicina, 1933
- Robert Mundell - Economia, 1999
- George Richards Minot - Medicina, 1934
- Daniel Nathans - Medicina, 1978
- Lars Onsager - Química, 1968
- Martin Rodbell - Medicina, 1994
- Francis Peyton Rous - Medicina, 1966
- Hamilton O. Smith - Medicina, 1978
- Richard Stone - Economia, 1984
- Harold Clayton Urey - Química, 1934
- Vincent Du Vigneaud - Química, 1955
- George Hoyt Whipple - Medicina, 1934
- Torsten Wiesel - Medicina, 1981
- Jody Williams - Pau, 1997
- Woodrow Wilson - President dels Estats Units, Pau, 1919

## Curiositats
- El Dr. Gregory House va obtenir el seu títol com a doctor amb especialitat en Malalties Infeccioses en aquesta Universitat.[26]
- La primera dona a rebre un doctorat per aquesta universitat fou Florence Bascom.